# Midnight Club: Street Racing
Midnight Club: Street Racing – komputerowa gra wyścigowa stworzona przez studio Angel Studios i wydana w 2000 roku przez Rockstar Games. Jest to pierwsza odsłona serii Midnight Club, traktującej o nielegalnych wyścigach ulicznych. Gracz rozpoczyna grę z najsłabszym samochodem, a wraz z upływem fabuły gry i wygrywaniem kolejnych wyścigów dostaje do dyspozycji coraz szybsze pojazdy. Akcja gry rozgrywa się Londynie oraz w Nowym Jorku.